# NCAA Division I Tennis Championships 2014
Bei den NCAA Division I Tennis Championships wurden 2014 die Meister im US-amerikanischen College Tennis ermittelt. Gespielt wurde vom 16. bis zum 26. Mai auf dem Campus der University of Georgia. Schauplatz war der Dan Magill Tennis Complex in Athens.

## Herrenmannschaftsmeisterschaften

### Setzliste
| Nr. | Spieler        | Erreichte Runde |
| --- | -------------- | --------------- |
| 01. | USC            | Sieg            |
| 02. | Oklahoma       | Finale          |
| 03. | Ohio State     | Viertelfinale   |
| 04. | Virginia       | Halbfinale      |
| 05. | Baylor         | Viertelfinale   |
| 06. | UCLA           | Halbfinale      |
| 07. | North Carolina | Viertelfinale   |
| 08. | Texas A&M      | 2. Runde        |

| Nr. | Spieler    | Erreichte Runde |
| --- | ---------- | --------------- |
| 09. | Texas      | Viertelfinale   |
| 10. | Georgia    | Achtelfinale    |
| 11. | Duke       | 2. Runde        |
| 12. | Illinois   | Achtelfinale    |
| 13. | Notre Dame | Achtelfinale    |
| 14. | Florida    | Achtelfinale    |
| 15. | Kentucky   | Achtelfinale    |
| 16. | Columbia   | Achtelfinale    |

## Herreneinzel

### Setzliste
| Nr. | Spieler             | Erreichte Runde |
| --- | ------------------- | --------------- |
| 1.  | Clay Thompson       | 1. Runde        |
| 2.  | Marcos Giron        | Sieg            |
| 3.  | Julian Lenz         | 1. Runde        |
| 4.  | Mitchell Frank      | 1. Runde        |
| 5.  | Guillermo Alcorta   | Rückzug         |
| 6.  | Alexander Domijan   | 1. Runde        |
| 7.  | Áxel Álvarez Llamas | Rückzug         |
| 8.  | Jared Hiltzik       | 1. Runde        |

| Nr.    | Spieler           | Erreichte Runde |
| ------ | ----------------- | --------------- |
| 9.–16. | Yannick Hanfmann  | 1. Runde        |
| 9.–16. | Søren Hess-Olesen | Halbfinale      |
| 9.–16. | Peter Kobelt      | 2. Runde        |
| 9.–16. | Winston Lin       | 2. Runde        |
| 9.–16. | Patrick Pradella  | 1. Runde        |
| 9.–16. | Raymond Sarmiento | 1. Runde        |
| 9.–16. | Brayden Schnur    | 1. Runde        |
| 9.–16. | Nicolaas Scholtz  | Achtelfinale    |

## Herrendoppel

### Setzliste
| Nr. | Paarung                            | Erreichte Runde |
| --- | ---------------------------------- | --------------- |
| 1.  | Yannick Hanfmann Raymond Sarmiento | 1. Runde        |
| 2.  | Miķelis Lībietis Hunter Reese      | Sieg            |
| 3.  | Gonzales Austin Ryan Lipman        | Achtelfinale    |
| 4.  | Peter Kobelt Kevin Metka           | Halbfinale      |

| Nr.   | Paarung                               | Erreichte Runde |
| ----- | ------------------------------------- | --------------- |
| 5.–8. | Ross Guignon Tim Kopinski             | 1. Runde        |
| 5.–8. | Junior A. Ore Jackson Withrow         | 1. Runde        |
| 5.–8. | Becker O’Shaughnessey Daniil Proskura | 1. Runde        |
| 5.–8. | Hernus Pieters Ben Wagland            | Achtelfinale    |

## Damenmannschaftsmeisterschaften
| Nr. | Spieler        | Erreichte Runde |
| --- | -------------- | --------------- |
| 01. | Georgia        | Viertelfinale   |
| 02. | Alabama        | Viertelfinale   |
| 03. | Virginia       | Viertelfinale   |
| 04. | Duke           | Viertelfinale   |
| 05. | UCLA           | Sieg            |
| 06. | California     | Achtelfinale    |
| 07. | North Carolina | Finale          |
| 08. | Florida        | Halbfinale      |

| Nr. | Spieler      | Erreichte Runde |
| --- | ------------ | --------------- |
| 09. | Vanderbilt   | Achtelfinale    |
| 10. | Texas A&M    | Achtelfinale    |
| 11. | Stanford     | Halbfinale      |
| 12. | Miami (FL)   | Achtelfinale    |
| 13. | Clemson      | Achtelfinale    |
| 14. | Baylor       | Achtelfinale    |
| 15. | Northwestern | 2. Runde        |
| 16. | USC          | Achtelfinale    |

## Dameneinzel
| Nr. | Spieler        | Erreichte Runde |
| --- | -------------- | --------------- |
| 1.  | Jamie Loeb     | Viertelfinale   |
| 2.  | Robin Anderson | Achtelfinale    |
| 3.  | Kristie Ahn    | Achtelfinale    |
| 4.  | Julia Elbaba   | 1. Runde        |
| 5.  | Beatrice Capra | Viertelfinale   |
| 6.  | Lauren Herring | 2. Runde        |
| 7.  | Hayley Carter  | 1. Runde        |
| 8.  | Jennifer Brady | Achtelfinale    |

| Nr.    | Spieler                  | Erreichte Runde |
| ------ | ------------------------ | --------------- |
| 9.–16. | Breaunna Addison         | Achtelfinale    |
| 9.–16. | Emina Bektas             | 1. Runde        |
| 9.–16. | Silvia García Jiménez    | Achtelfinale    |
| 9.–16. | Olivia Janowicz          | 2. Runde        |
| 9.–16. | Jenny Jullien            | Achtelfinale    |
| 9.–16. | Anett Schutting          | 2. Runde        |
| 9.–16. | Cristina-Madalina Stancu | 1. Runde        |
| 9.–16. | Chanelle Van Nguyen      | Viertelfinale   |

## Damendoppel
| Nr. | Paarung                       | Erreichte Runde |
| --- | ----------------------------- | --------------- |
| 1.  | Robin Anderson Jennifer Brady | 1. Runde        |
| 2.  | Lauren Herring Maho Kowase    | Finale          |
| 3.  | Hayley Carter Jamie Loeb      | Viertelfinale   |
| 4.  | Maya Jansen Erin Routliffe    | Sieg            |

| Nr.   | Paarung                                 | Erreichte Runde |
| ----- | --------------------------------------- | --------------- |
| 5.–8. | Monique Albuquerque Clementina Riobueno | Viertelfinale   |
| 5.–8. | Beatrice Capra Hanna Mar                | Halbfinale      |
| 5.–8. | Julia Elbaba Rachel Pierson             | 1. Runde        |
| 5.–8. | Megan Kurey Kendal Woodard              | 1. Runde        |